# Эшли Уилкс
Джордж Эшли Уилкс (англ. George Ashley Wilkes) — один из главных героев романа Маргарет Митчелл «Унесённые ветром».

## Герой
До Гражданской войны Эшли Уилкс жил в родовом поместье «Двенадцать дубов», получил европейское образование. Согласно семейной традиции жениться на кузинах, Эшли также обручился со своей родственницей Мелани Гамильтон. Незадолго до бракосочетания, на барбекю в его поместье он узнаёт из пылкого признания соседской южной красавицы Скарлетт О’Хара, что является предметом её романтичных мечтаний. Но поддаваться безрассудству, идти на поводу чувств и тайно бежать, чтобы жениться на Скарлетт, Эшли не намерен, верный долгу и чести.
Поспешная свадьба Скарлетт с братом Мелани — Чарльзом Гамильтоном — даёт ей законные права гостить в доме Уилксов. В разгар войны Эшли Уилкс, проявивший себя отважным майором, попадает в плен к янки (Рок-Айлендский арсенал, Иллинойс). Из его ранних писем жене следует, что Эшли не приветствует войну, ненавидит её разрушения, смерть и конец их мира — мира старого Юга. Вернувшись домой после окончания войны, Эшли Уилкс не находит себя в новом мире, не способный на тяжёлый труд. Влюблённая в него Скарлетт, преисполненная силой и страстью к жизни, не желает отпускать Эшли от себя в Нью-Йорк, где тот надеялся найти себя, иметь возможность самостоятельно содержать свою семью — жену Мелани и сына Бо, и устраивается руководителем лесопилки. Безвольный Эшли поддаётся на уговоры женщин и оставляет попытки изменить свою жизнь.
Эшли Уилкс вступает в ряды тайной организации Ку-клукс-клан, чтобы проучить зарвавшихся бывших рабов. В одной из таких вылазок он получает серьёзное ранение и благодаря подоспевшему Ретту Батлеру находит спасение у проститутки Белль Уотлинг.
Зная о любви Скарлетт, сам мучимый греховным чувством, Эшли Уилкс на протяжении всего романа не даёт категоричный отпор, тем самым подпитывая в Скарлетт надежду на их возможный союз. Лишь после смерти жены его истинные чувства открываются Скарлетт, которая вдруг осознаёт, что «смастерила красивый костюм и влюбилась в него. Я продолжала любить красивый костюм, а вовсе не его самого».

### Семья
- жена: Мелани Гамильтон
- сын: Бо Уилкс
- отец: Джон Уилкс
- сёстры: Индия Уилкс, Милочка Уилкс

## Исполнители в фильмах

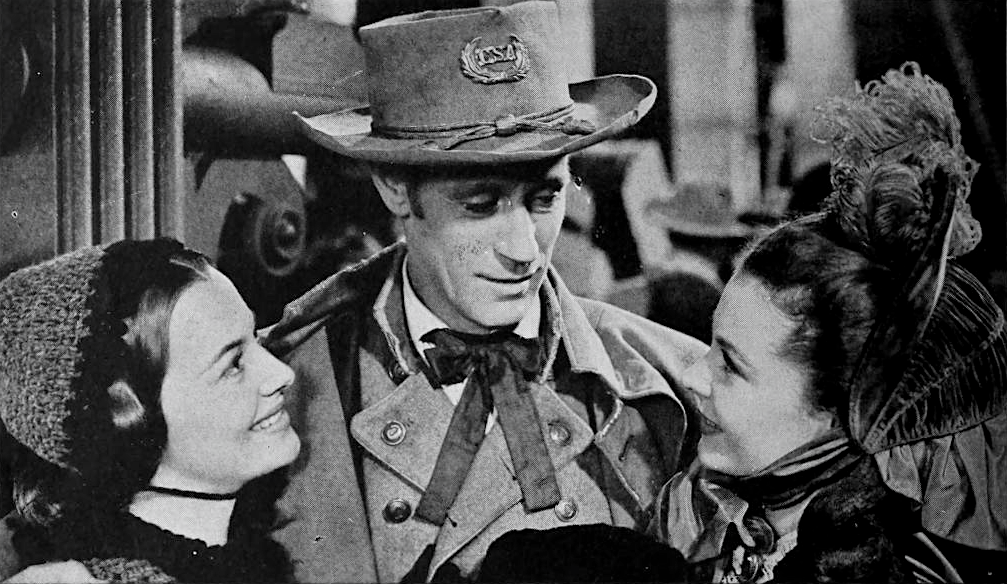
Оливия де Хэвиленд (Мелани), Лесли Говард (Эшли) и Вивьен Ли (Скарлетт) на съёмках фильма

- 1939 — «Унесённые ветром» — Лесли Говард

К началу съемок «Унесенных ветром» Говарду было 45, что не смогло скрыть даже искусство гримёров и операторов. Отстранённости образу Эшли добавило нежелание актёра, как и Гейбла, сниматься. Он параллельно работал в фильме «Интермеццо» и задумал свой собственный фильм. Селзник обещал ему в этом помочь, чтобы заманить Говарда на съёмки, а потом отказался. Через четыре года после премьеры «Унесённых ветром» Лесли Говард погиб. 1 июня 1943 года он летел из Лиссабона в Лондон, над Бискайским заливом его самолёт сбил немецкий истребитель. Ни одно тело не было найдено. Сын актёра Рональд утверждал, что фашисты целились именно в самого Лесли Говарда, чтобы деморализовать англичан и американцев. Тем более Лесли часто выступал по BBC с антифашистской пропагандой.
- 1994 — мини-сериал «Скарлетт» — Стивен Коллинз
- французский мюзикл «Унесённые ветром» — Сирил Никколай